# A Cidade Sitiada
A Cidade Sitiada é o terceiro romance da escritora brasileira Clarice Lispector publicado originalmente em 1949. A obra segue a história de Lucrécia Neves, que presencia as transformações causadas pela modernização da cidade e anseia sair do subúrbio de São Geraldo, no Rio de Janeiro.
Este romance foi idealizado durante o exílio de Clarice e seu marido, Maury Gurgel, em Berna, na Suíça. Em cartas à irmã, a autora revelou que seu período exilada foi um momento de "excessiva solidão" em que a escrita preenchia seus "dias vazios". Para a crítica literária, a trajetória de Lucrécia é paralela à de Clarice em Berna: ambas vivenciam a modernização e as mudanças do cotidiano, e A Cidade Sitiada consolida-se como uma "crônica de um subúrbio em transformação".
De modo geral, a obra foi mal recebida pelo público e pela crítica à época, sendo mais estudada anos depois. Logo após sua publicação, Sérgio Milliet, Sérgio Buarque de Holanda e Carlos David escreveram negativamente sobre o romance, destacando certo "preciosismo" e "linguagem difícil".